# فرودگاه صحرایی هاکنال
فرودگاه صحرایی هاکنال (به انگلیسی: Hucknall Airfield) یک فرودگاه خصوصی است که یک باند فرود چمن دارد و طول باند آن ۷۳۰ متر است. این فرودگاه در شهر ناتینگهام کشور انگلستان قرار دارد و در ارتفاع ۸۶ متری از سطح دریا واقع شده‌است.